# Matthew O. Jackson
Pour les articles homonymes, voir Jackson.
Matthew Owen Jackson est professeur d'économie à l'Université Stanford, titulaire de la chaire William D. Eberle ; il est également membre externe du corps professoral de l'Institut de Santa Fe et membre de l'Institut canadien de recherches avancées (CIFAR).

## Biographie
Matthew O. Jackson est né en 1962. Il a obtenu son B. A. à l'Université Princeton en 1984 son Ph. D. à l'Université Stanford en 1988. Il est depuis 1988 professeur à la Northwestern University (professeur assistant 1988-1991, professeur associé 1991-1993, professeur 1993-1996), ensuite professeur d'économie au California Institute of Technology de 1996 à 2002 et, depuis 2002, professeur d'économie à l'Université Stanford

## Prix et distinctions
- 2005 : Boursier Guggenheim[2]
- 2002 : Social Choice and Welfare Prize[3]
- 2007 : Arrow Prize for Senior Economists[4]
- 2013 : Doctorat Honoris Causa Université Aix-Marseille :
- 2015 : Prix John von Neumann ;
- 2020 : Prix Jean-Jacques Laffont, École d'économie de Toulouse.

## Sociétés savantes
- 2017 : Game Theory Society Fellow (élu)
- 2015 : Membre élu de la National Academy of Sciences
- 2009 : Membre élu de l'American Academy of Arts and Sciences
- 1998 : Membre élu de Econometric Society

## Activité scientifique
Les recherches de Jackson portent sur la théorie des jeux, la théorie microéconomique et l'étude des réseaux sociaux et économiques.
Jackson participe à l'enseignement  d'un cours de théorie des jeux sur la plateforme Coursera avec  Kevin Leyton-Brown et Yoav Shoham.
Il a été co-rédacteur en chef des revues Games and Economic Behavior, de Review of Economic Design , et de  Econometrica.

## Publications
En plus de nombreux articles dans des revues scientifiques, il est auteur des livres suivants :
- Matthew O. Jackson, Social and Economic Networks, Princeton University Press, 2010, 520 p. (ISBN 978-0691148205)
- The Human Network : How Your Social Position Determines Your Power, Beliefs, and Behaviors, Vintage, 2020, 352 p. (ISBN 978-1101972960). —— aussi chez  Atlantic Books, UK; CITICPress, Chine; Corpus, Russie; Bada Publishing, Corée; Hayakawa Publishing, Japon.